# Матч Survivor Series
Матч Survivor Series — матч на выбывание в рестлинге, проводимый с 1987 года в WWE. В матче участвуют две команды, и по мере выбывания каждого члена команды матч продолжается до тех пор, пока не выбывает вся команда. Победителей, оставшихся в матче, называют «выжившими». Хотя в матче обычно участвуют 4 или 5 человек в команде, бывало, что в команде было до 10 человек, а бывало, что и один на команду. Матчи проводятся ежегодно во время шоу Survivor Series. Мероприятия 1998 и 2002 годов являются единственными шоу Survivor Series, на которых не было матчей Survivor Series.
На 2020 год было проведено 85 матчей Survivor Series, из которых только в восьми участвовали женщины. Самым коротким матчем был матч 1 на 4, в котором Биг Шоу победил Биг Босс Мэна, Мидеона, Принца Альберта и Висцеру за 1 минуту и 26 секунд. В 2016 году состоялся единственный матч Survivor Series, длившийся более 50 минут.
В 2001 году, после приобретения WWF компании World Championship Wrestling, в матче Survivor Series участвовали рестлеры WWF против рестлеров «Альянса». В 2003 и 2004 годах, после разделения брендов WWE, в рамках этого шоу  Raw и SmackDown! проводили свой собственный матч Survivor Series. В 2005 и 2008 годах достоялись матчи, в котором рестлеры Raw сражались против рестлеров SmackDown. Однако в 2016, 2017 и 2018 годах формат «Raw против SmackDown» был возвращен: один мужской матч, один командный мужской матч (кроме 2017 года) и один женский матч. В 2019 году на шоу Survivor Series появились трехсторонние матчи для мужчин и женщин, а также участвовал бренд NXT (вместе с его родственным брендом NXT UK) в дополнение к брендам Raw и SmackDown.
В 2008 году состоялся первый женский матч Survivor Series с 1995 года. После нескольких лет отсутствия женских матчей Survivor Series, в 2013 году состоялся третий женский матч. В 2014 году был проведен еще один женский матч. С 2016 года на каждом мероприятии проводился женский матч.